# Erwerbsquote
Die Erwerbsquote, auch Partizipationsrate, bezeichnet als volkswirtschaftliche Kennzahl den Anteil der Erwerbspersonen (Erwerbstätige plus Erwerbslose) an der Einwohnerzahl im gleichen Altersbereich; oftmals, aber nicht immer, bezogen auf die 15- bis 64-Jährigen. Sie unterscheidet sich von der Erwerbstätigenquote (Beschäftigungsquote), die nur Personen erfasst, die Arbeit haben.
Je nach Referenzbevölkerung wird unterschieden zwischen: 
- Bruttoerwerbsquote: Anteil der Erwerbspersonen an der Gesamtheit der Wohnbevölkerung.
- Standardisierte Erwerbsquote: Anteil der Erwerbspersonen an der Wohnbevölkerung ab einem bestimmten Mindestalter (in der Regel 15 Jahre).
- Nettoerwerbsquote: Anteil der Erwerbspersonen an der Wohnbevölkerung in einem erwerbsfähigen Alter (in der Regel 15 Jahre bis gesetzliches Rentenalter).

## Berechnung
{\displaystyle \mathrm {Erwerbsquote} ={\frac {\mathrm {Erwerbst{\ddot {a}}tige+Erwerbslose} }{\mathrm {Bev{\ddot {o}}lkerung\;(erwerbsf.Alter)} }}}
{\displaystyle \mathrm {Erwerbst{\ddot {a}}tigenquote} ={\frac {\mathrm {Erwerbst{\ddot {a}}tige} }{\mathrm {Bev{\ddot {o}}lkerung\;(erwerbsf.Alter)} }}}

## Erwerbsquote in Deutschland
| Jahr | Brutto- Erwerbsquote | Netto-Erwerbsquote (Partizipationsrate) [%] |
| ---- | -------------------- | ------------------------------------------- |
| 2000 | 52,7 %               | 68,5                                        |
| 2001 | 52,5 %               | 68,1                                        |
| 2002 | 52,6 %               | 68,2                                        |
| 2003 | 52,6 %               | 68,1                                        |
| 2004 | 53,2 %               | 68,8                                        |
| 2005 | 53,7 %               | 69,4                                        |
| 2006 | 53,7 %               | 69,3                                        |
| 2007 | 53,9 %               | 69,4                                        |
| 2008 | 54,2 %               | 69,8                                        |
| 2009 | 54,6 %               | 70                                          |
| 2010 | 54,6 %               | 70,2                                        |
| 2011 | 54,7 %               | 70,6                                        |
| 2012 | 54,9 %               | 71,2                                        |
| 2013 | 55,1 %               | 71,7                                        |
| 2014 | 55,2 %               | 72,2                                        |
| 2015 | 55,1 %               | 72,4                                        |
| 2016 | 55,0 %               | 72,8                                        |
| 2017 | 55,3 %               | 73,6                                        |
| 2018 | 55,7 %               | 74,3                                        |
| 2019 |                      | 74,8                                        |
| 2020 |                      | 74,6                                        |
| 2021 |                      | 74,7                                        |
| 2022 |                      | 74,7                                        |